# حزب اعتدال افغانستان
حزب اعتدال افغانستان در سال ۱۳۸۷ هجری شمسی توسط شورای موسسین این حزب با اخذ جواز رسمی از وزارت عدلیه به ریاست سید حسن صفایی تأسیس گردید که به طور رسمی فعالیت می کرد. جواز آن طبق قوانین احزاب سیاسی دوباره توسط سید حسین عالمی بلخی، وزیر امور مهاجرین و عودت‌کنندگان جمهوری اسلامی افغانستان و عضو شورای مرکزی این حزب در ماه حمل ۱۳۹۶ در وزارت عدلیه افغانستان به ثبت رسید.